# 车头镇 (安远县)
车头镇，是中华人民共和国江西省赣州市安远县下辖的一个乡镇级行政单位。

## 行政区划
车头镇下辖以下地区：
车头镇社区、三排村、龙竹村、车头村、官溪村、龙头村和南屏村。